# جمية أرجوانية
الجُمِية الأرجوانية (باللاتينية: Phacelia purpusii) نوع نباتي ينتمي إلى جنس الجمية من الفصيلة الحمحمية.
موطنها ولاية كاليفورنيا على الساحل الغربي للولايات المتحدة.